# Friedrich Kritz
Justus Friedrich Kritz (geboren 1798 in Kühnhausen; gestorben 21. April 1869 in Erfurt) war ein deutscher Altphilologe, der über den römischen Historiker Sallust forschte. 

## Leben
Friedrich Kritz studierte Philologie an der Universität Jena und an der Universität Berlin bei August Böckh. Von 1819 bis 1821 war er Assistent an der Philosophischen Fakultät in Berlin und war Lehramtsreferendar am Grauen Kloster und am  Köllnischen Gymnasium. Ab 1824 bis zu seiner Pensionierung 1867 war er Oberlehrer und ab 1835 Gymnasialprofessor am Gymnasium Erfurt. Nebenamtlich arbeitete er ab 1833 an der Königlichen Bibliothek in Erfurt und erstellte für die Bibliotheca Amploniana einen Katalog.
In seinem heute zu Erfurt gehörenden Geburtsort Kühnhausen wurde eine Straße nach ihm benannt.

## Schriften (Auswahl)
auch unter dem Namen Fridericus Kritzius
- C. Sallusti Crispi Opera quae supersunt. 3 Bände. Leipzig : Hartmann, 1828–53
- M. Vellei Paterculi quae supersunt ex historiae Romanae, 1848
- mit Friedrich Berger: Parallelgrammatik der griechischen und lateinischen Sprache, 1848
- (Hrsg.): De codicibus Bibliothecae Amplonianae Erfurtensis potioribus, 1850
- Catilina, Iugurtha, Historiarum fragmenta, 1856
- De glossematis falso Taciti Agricolae imputatis, 1857
- Die Fragmente des Sallust, 1857
- P. Cornelii Taciti Agricola, 1859
- mit Wilhelm Hirschfelder: Cornelii Taciti De situ ac populis Germaniae liber, 1878